# Juliette Gelin
Pour les articles homonymes, voir Gelin.
Juliette Gelin, née le 2 novembre 2001 à Montpellier (Hérault), est une joueuse internationale française de volley-ball évoluant au poste de libéro.
Joueuse professionnelle depuis 2020 et son arrivée au VBC Chamalières, elle mesure 1,65 m et joue pour l'équipe de France depuis janvier 2019.

## Biographie

### Enfance et formation
Elle commence la pratique du sport à l’âge de 5 ans par le tennis avant de se tourner vers le volley-ball à ses 11 ans en intégrant le club de LAMVAC (Lattes-Montpellier). Au début de l'adolescence, elle change de formation pour l’Arago de Sète et rejoint en parallèle la structure fédérale du pôle de Montpellier (ASBAM) en tant qu'attaquante. C'est au cours de sa deuxième année, alors en classe de 3ème, qu'elle se blesse gravement au genou — rupture du ligament croisé postérieur — et se retrouve stoppée dans sa progression. Au début de sa vie de lycéenne, elle intègre le pôle France de Boulouris et joue dans le même temps en Nationale 2, période où elle devient libéro avant de rejoindre l'Institut fédéral de volley-ball (IFVB) en 2017. Au sein de celui-ci, elle dispute dans un premier temps le championnat Élite (2e division nationale) avant de découvrir la Ligue AF à l'âge de 17 ans,,.

### VBC Chamalières (2020-2021)
En 2020, elle signe à 18 ans son premier contrat professionnel avec le VBC Chamalières, club étant le seul de Ligue A a « lui avoir fait une proposition digne » selon elle, et à remplir ses conditions comme le fait de s'enrichir aux côtés de joueuses étrangères et surtout d'avoir l'assurance d'être titulaire. La Montpelliéraine a également ciblé ce club car y sont formées les Françaises spécialistes de la défense. Dès son arrivée, elle est responsabilisée par son entraîneur Atman Toubani et apporte son savoir-faire à son poste ainsi que son leadership sur et en dehors des parquets. En cours de saison, elle confie son sentiment à la presse sur son sport : « C’est du show, du spectacle. Le samedi soir c’est le moment où on met son plus bel habit, son plus bel uniforme et on va dans l’arène. On montre son plus beau visage. C’est ça que j’aime c’est ce côté un peu showman. J’ai trouvé le sport qui me correspondait et qui me permettait d’être moi-même sur un terrain ». Elle finit son année avec le ressenti d'avoir incontestablement passé un cap avec notamment 58 % de réceptions positives pour sa première dans le monde professionnel et d'avoir également grandement participé à la belle saison de son équipe qui se maintient en 1re division .

### RC Cannes (2021-2023)
À l'intersaison 2021, elle quitte l'Auvergne après une saison passée et s'engage avec le RC Cannes, club le plus titré de France et qualifié pour la Coupe d’Europe, dans le but de continuer sa progression. L'entraîneur Cannois, l'Italien Filippo Schiavo, déclare à propos de sa recrue : « En parlant de Juliette, on parle d’un des meilleurs profils français dans le rôle de libéro. Elle avait déjà attiré mon attention lors du dernier recrutement et quand nous avons joué contre son équipe cette saison, j’ai pu remarquer, au-delà de l’aspect technique, une détermination et un leadership pour guider l’effectif que je considère nécessaires pour son rôle »,. Comme prévu dans son contrat, elle commence la saison dans un rôle de titulaire de sa nouvelle équipe qui, après trois victoires en trois matches se retrouve co-leaders de la Ligue A en compagnie du voisin Le Cannet. Le 2 avril 2022, elle s'incline nettement avec son équipe en finale de la Coupe de France, par 3 set à 1 face au Cannet, en étant par ailleurs la seule joueuse française sur le parquet,. Le 1er avril 2023, elle s'incline pour la deuxième fois de suite avec le RC Cannes en finale de la Coupe de France, cette fois face au Béziers Volley (2-3). Elle figure dans l'équipe type de la saison 2022-2023 de Ligue AF en étant désignée meilleure libéro.

### Levallois Paris SC (2023-2024)
Durant l'intersaison 2023, elle rejoint les rangs du Levallois Paris Saint-Cloud. Lors de la saison 2023-2024, elle est sacrée championne de France pour la première fois après la double victoires de son équipe en finale des play-offs face à Nantes,. Elle remporte également le prix de la meilleure joueuse de la saison en plus d'être désignée meilleure jeune et meilleure libéro.

### Vero Volley Milan (2024-)
En 2024, elle rejoint le championnat italien en s'engageant avec le Vero Volley Milan. Lors de la saison 2024-2025, elle parvient jusqu'en finale des play-offs de Serie A1, où son équipe affronte le sextuple champion en titre Conegliano. Les Milanaises s'inclinent nettement par 3 matchs à 0. Après une défaite en demi-finale face à Conegliano, elle prend la 3e place de la C1 2024-2025, successivement à la victoire en 4 sets de son équipe face aux Stambouliotes du Vakıfbank (25-15, 25-19, 23-25, 25-18), sans toutefois entrée en jeu.

### En sélection nationale
Passée par toutes les équipes de France de jeunes, elle débute en équipe de France A en janvier 2019 à 17 ans et alors qu'elle n'a pas le statut de joueuse professionnelle, lors d'une entrée en jeu dans un match face au Danemark, qualificatif au Championnat d'Europe 2019, avec en conscience que sa présence à l’IFVB lui en a ouvert les portes. Elle se voit ensuite rappelée au cours de l’été par le sélectionneur Émile Rousseaux pour finalement intégrer la liste des 14 joueuses pour l'Euro 2019 en Turquie où elle vit sa première expérience d'une grande compétition internationale en étant la plus jeune de l'effectif,. Au cours du tournoi, elle se révèle au sein d'une équipe décevante, qui ne franchit pas le premier tour,. En 2021, elle fait partie de l'équipe de France qui réalise l'exploit d'atteindre les quarts de finale du Championnat d'Europe, constituant une première depuis 2013.

## Profil de joueuse
Pur produit de la Fédération française et libéro de petite taille (1,65 m), ses qualités principales sont basées sur l'explosivité, la vitesse et la souplesse, mises en évidence sur sa réception et ses interventions défensives,.

## Clubs
- VBC Chamalières (2020–2021)
- RC Cannes (2021–2023)
- Levallois Paris SC (2023–2024)
- Vero Volley Milan (2024–)

## Palmarès

### En sélection nationale
- Challenger Cup (1) : 
  -  Vainqueur en 2023.

- Ligue européenne (1) : 
  -  Vainqueur en 2022.

- Coupe Savaria (1) (amical) : 
  - Vainqueur en 2019.

### En club
en France
- Championnat de France (1) :
  - Vainqueur en 2024.

- Coupe de France :
  - Finaliste en 2022, 2023.

- Coupe de la WEVZA :
  - Finaliste en 2022 (it).

en Italie
- Ligue des champions :
  - 3e place en 2025.

- Championnat d'Italie :
  - Finaliste en 2025.

### Distinctions individuelles
- Meilleure libéro du Championnat de France 2022-2023 ;
- Meilleure joueuse, meilleure jeune et meilleure libéro du Championnat de France 2023-2024 (3).